# Traungauer

Wappen der Traungauer, der weiße Panther, 1160 urkundlich

Die Traungauer (auch von Traungau) waren Grafen, Markgrafen und Herzöge aus der Linie der Otakare, die von 1056 bis 1192 die Steiermark (Markgrafschaft Steyer) regierten. Von der Stadt Steyr hat die heutige Steiermark ihren Namen. Bis 1180 (Mark-)Grafschaft, dann Herzogtum, hielt sich ihr Territorium in verändernder Ausdehnung bis 1918, und wurde dann Bundesland. Damit gehören die Herzöge von Traungau zu den Mitbegründern der Gestalt des heutigen Österreich.

## Geschichte

### Ursprung und Besitztümer
Das Geschlecht derer von Traungau stammte ursprünglich aus dem Chiemgau. Ab 1055 war ihre Herrschaft in Traungau im heutigen Oberösterreich mit Sitz in Steyr.  

### Markgrafen und Herzöge der Steiermark aus der Familie der Otakare (Traungauer)
- Otakar oder Ottokar I. (1056–1075)
- Adalbero, der Raue (1075–1082)
- Ottokar II. (1082–1122)
- Leopold I., der Starke (1122–1129)
- Ottokar III. (1129–1164)
- Ottokar IV. (1164–1192), ab 1180 Herzog, war Erbe und letzter in der Stammlinie der Traungauer, weswegen in der Georgenberger Handfeste der Babenberger Leopold V. als sein Nachfolger bestimmt wurde

## Wappen
Das Wappen der Traungauer zeigt den sog. weißen Panther (Wappentier), der als Steirischer Panther in Grün das heutige Wappen der Steiermark wie auch der Stadt Steyr ist. Ebenso zeigen die Wappen der Gemeinden Enns und Mödling den weißen Panther, die Stadt Graz auch, jedoch goldgekrönt. Das Gemeindewappen von Kainbach bei Graz stellt den Panther als Wappenfigur zusammen mit einem Löwen dar.